# Явін
Явін — ім'я двох ханаанських царів з Хацора.
- Явін, цар Хацора — утворив союз із іншими царями Ханаану і виступив проти Ісуса Навина[1].
- Явін, цар Хацора епохи Суддів поки не був розгромлений Бараком. Явін, цар Хацора двадцять років утискав ізраїльтян, за його відхів від Ягве. Пророчиця Девора передала Бараку, який жив у Кедеш Нафталі наказ від імені Бога зібрати чоловіків з колін Нафталі і Завулона і рушити з ними до гори Фавор. Біля потоку Кішон ізраїльське ополчення зустрілося з військом полководця Сісери, що його послав Явін. Об'єднані великою ідеєю народного визволення і підбадьорені щасливими пророкуваннями Девори і її особистою присутністю на полі брані, ізраїльтяни поблизу Мегіддо вщент розгромили Сісеру, якому не допомогли навіть його 900 залізних колісниць і царя Явіна було вбито[2].